# Moissieu-sur-Dolon
Moissieu-sur-Dolon è un comune francese di 701 abitanti situato nel dipartimento dell'Isère della regione dell'Alvernia-Rodano-Alpi.

## Società

### Evoluzione demografica
Abitanti censiti